# 馬瀬村立総島小学校名丸分校
馬瀬村立立総島小学校名丸分校（まぜそんりつ そうじましょうがっこう　なまるぶんこう）は、かつて岐阜県益田郡馬瀬村に存在した公立小学校の分校。

## 概要
- 総島小学校の分校であり、名丸地区が校区であった。1967年廃校。
- 廃校後、校舎は馬瀬村公民館（名丸公民館）として平成時代（2003年頃）まで公民館施設として使用されていた。2000年代に校舎の建物が取り壊された。跡地は名丸ふれあいセンターとなっている。

## 沿革
- 1873年（明治6年）11月 - 名丸村に名丸学校が開校。
- 1875年（明治8年） - 下山村、西村、惣島村、井谷村、名丸村、堀之内村、中切村、数河村、黒石村、川上村が合併し馬瀬村となる。
- 1884年（明治17年） - 馬瀬村が上馬瀬村[注釈 2]と下馬瀬村[注釈 3]に分割される。名丸学校は上馬瀬村の学校となる。
- 1886年（明治19年） - 名丸簡易科小学校に改称する。
- 1888年（明治21年） - 名丸尋常小学校に改称する。
- 1889年（明治22年）7月1日 - 上馬瀬村、下馬瀬村が合併し、馬瀬村が発足。
- 1898年（明治31年） - 名丸尋常小学校が中切尋常小学校に統合される。
- 1905年（明治38年）2月8日 - 名丸地区が中切尋常小学校校区から総島尋常小学校校区に移る。総島尋常小学校名丸分教場を設置。
- 1908年（明治41年）3月31日 - 廃校[1]。
- 1912年（明治45年）
  - 3月14日 - 名丸地区が名丸地区の学校設置を、馬瀬村議会に要望する[1]。
  - 3月16日 - 馬瀬村議会により、設置が延期される。
- 1912年（大正元年）8月6日 - 馬瀬村長により名丸地区の学校設置が提案されるが、馬瀬村議会により、設置が再度延期される。
- 1915年（大正4年）9月14日 - 馬瀬村大字中丸字日影1631-3に設置が決まる[2]。
- 1917年（大正6年） - 総島尋常高等小学校名丸分教場として開設。
- 1941年（昭和16年）4月1日 - 総島国民学校名丸分教場に改称する。
- 1947年（昭和22年）
  - 4月1日 - 馬瀬村立総島小学校名丸分校に改称する。
  - 5月2日 - 校舎を新築する。馬瀬村公民館を併設する[3]。
- 1967年（昭和42年）3月31日 - 廃校[4]。